# Еникеев, Виль Гумерович
Виль Гуме́рович Енике́ев (род. 16 октября 1936 года, г. Уфа, Башкирская АССР — 17 октября 2023, г. Пушкин) — ученый-инженер-механик. Доктор технических наук (1984), профессор (1985). Заслуженный деятель науки и техники Российской Федерации (1994), почётный работник высшего профессионального образования Российской Федерации (1996). Кавалер орденов Дружбы (2001) и почета (2006). Из рода дворян Еникеевых.

## Биография
Виль Гумерович Еникеев родился 16 октября 1936 г. в городе Уфе Башкирской АССР. В 1959 году окончил факультет механизации Башкирского СХИ (ныне Башкирский государственный аграрный университет). С 1959 по 1961 гг. он работал главным инженером колхоза им. И.В. Мичурина Янаульского района Башкирской АССР. С 1961 по 1964 гг. – работал преподавателем кафедры электротехники и теплотехники Башкирского сельхозинститута. В 1964 г. поступил в очную аспирантуру кафедры сельскохозяйственных машин Ленинградского сельскохозяйственного института ( ныне Санкт-Петербургский государственный аграрный университет), защитил диссертацию на соискание ученой степени кандидата технических наук в 1968 году, в 1983 году там же защитил диссертацию на соискание ученой степени доктора технических наук. С 1967 года работал в Ленинградском СХИ. С 1968 по 1984 гг. работал доцентом кафедры экономической кибернетики Ленинградского СХИ и осуществлял руководство его вычислительным центром.  В 1984 по 2003 гг. работал проректором по научной работе Санкт-Петербургского государственного аграрного университета, одновременно с 1985 по 2013 гг. работал заведующим кафедрой вычислительной техники и информационного обеспечения АПК. С 2013 по 2020 гг. профессором кафедры информационного обеспечения и моделирования агроэкономических систем СПбГАУ.
Подготовил 18 докторов и 42 кандидата технических и экономических наук. Длительное время был председателем диссертационного совета СПбГАУ и членом экспертного совета ВАК РФ по агроинженерным наукам, членом диссертационных советов СПбГАУ, НИИ механизации и электрификации сельского хозяйства. Вице-президент Международной Академии аграрного образования, основатель и Президент Санкт-Петербургского регионального отделения этой же академии, основатель и главный редактор журнала «Известия МААО».
Научные исследования посвящены автоматизации сельскохозяйственного производства. Еникеевым созданы системы контроля и управления качеством работы агрегатов; разработаны программы расчёта технической оснащённости сельскохозяйственного производства, которые внедрены в РФ и странах СНГ.
Виль Гумерович создал научную школу, опубликовал более 200 научных и учебно-методических работ, 28 учебников и учебных пособий, получил 38 авторских свидетельств и патентов на изобретения СССР и РФ в области создания систем и устройств контроля качества технологических процессов функционирования сельскохозяйственных агрегатов.

## Труды
- Автоматизированная система управления в сельскохозяйственном производстве / Канд. техн. наук В. Г. Еникеев. - Ленинград: 1976. - 16 с.[6]
- Сетевые методы управления сельскохозяйственным производством  : Лекция / В. Г. Еникеев ; Ленингр. с-х. ин-т. Кафедра экон. кибернетики. - Ленинград; Пушкин: ЛСХИ, 1976. - 48 с.[6]
- Имитационные модели в оценке качества технической оснащенности технологии возделывания сельскохозяйственных культур : Учеб. пособие / В. Г. Еникеев; Ленингр. с.-х. ин-т, Каф. с.-х. машин. - Ленинград : ЛСХИ, 1986. - 48 с.[6]
- Лекция "Процессы обслуживания в сельскохозяйственном производстве" / Доц. В. Г. Еникеев ; М-во сельск. хоз-ва СССР. Ленингр. с.-х. ин-т. - Ленинград ; Пушкин: 1974 [вып. дан. 1975]. - 40 с.[6]
- Курсовое и дипломное проектирование по сельскохозяйственным и мелиоративным машинам : по спец. "Механизация сел. хоз-ва" / А. Б. Лурье, В. Г. Еникеев, И. З. Теплинский. - М. : Агропромиздат, 1991. - 224 с.
- Сельскохозяйственные машины (Машины для обработки почвы, посева, посадки, внесения удобрений и химической защиты растений) / А. Б. Лурье [и др.]. - СПб. : СПб. ГАУ, 1998. - 366 с. (соавтор).
- Становление агроинженерной науки и образования в России (XIX-XX вв.) : учеб. пособие для студ. с.-х. вузов / С. А. Иофинов [и др.] ; Санкт-Петербургский гос. аграр. ун-т. - СПб. : СПб. ГАУ ; [Б. м.] : Химиздат, 1999. - 352 с. (соавтор).

## Награды
- 1958 год - медаль «За освоение целины»
- 1985 год - медаль «Ветеран труда»
- 1994 - нагрудный знак «Заслуженный деятель науки и техники Российской Федерации»
- 1996 год - Почетный работник высшего профессионального образования Российской Федерации
- 2001 год - Орден Дружбы
- 2003 год - медаль «В память 300- летия Санкт-Петербурга»
- 2006 год - Орден Почета